# Parti des travailleurs (France, 1991)
Pour les articles homonymes, voir Parti des travailleurs.
Ne doit pas être confondu avec le Parti des travailleurs (France, 2015).
 (mars 2024).
Le Parti des travailleurs (PT) est un parti politique français, créé en 1991 et fusionné en 2008 dans le Parti ouvrier indépendant.
Représenté officiellement par son secrétaire national Daniel Gluckstein, le Parti des travailleurs possédait une structure nationale fédérale (départements et courants). Son journal était l'hebdomadaire Informations ouvrières qui déclarait avoir près de 7 000 abonnés, ; l'Organisation communiste internationaliste (trotskiste lambertiste), qui avait environ 3 000 adhérents dans les années 1990, est la composante la plus importante du PT.

## Chronologie
- 10-11 novembre 1991 : le Mouvement pour un parti des travailleurs (MPPT) devient le Parti des travailleurs sur la base d'une charte en quatre points :
  - reconnaissance de la lutte des classes ;
  - défense de la laïcité de l'école et de l'État ;
  - défense de l'indépendance vis-à-vis de l'État et de l'indépendance réciproque des partis et des syndicats ;
  - abrogation des institutions antidémocratiques de la Ve République.
- Mai 1992 : le PCI devient le Courant communiste internationaliste du PT.
- 12 juin 1994 : élections européennes. La Liste pour l'Europe des travailleurs et de la démocratie, soutenue par le PT et conduite par Daniel Gluckstein, obtient 0,44 %.
- 1er février 1997 : création du Comité national pour l'abrogation du traité de Maastricht, réunissant le PT et certains membres du PCF (Rémy Auchédé, Jean-Jacques Karman).
- 21 avril 2002 : premier tour de l'élection présidentielle : 0,47 % pour Daniel Gluckstein. Au second tour de l'élection présidentielle, le PT refuse d'appeler à voter pour Jacques Chirac.
- Le PT appelle à voter « non » au référendum sur le traité constitutionnel européen lors du vote du 29 mai 2005, affirmant ainsi défendre les revendications et les acquis des travailleurs qu'il considère mis à mal par l'Europe de Maastricht et par les gouvernements successifs, de gauche comme de droite, ayant appliqué la politique de l'Union européenne.
- Pour l'élection présidentielle de 2007, le Parti des travailleurs soutient Gérard Schivardi, maire de Mailhac et conseiller général de l'Aude (ex-PS), présenté par le Comité national pour la reconquête de la démocratie politique.
- Novembre 2007 : Daniel Gluckstein et Gérard Schivardi appellent à la formation d'un Parti ouvrier indépendant qui sera annoncée par ce dernier lors de sa campagne présidentielle[4].
- 14-15 juin 2008 : congrès de fondation du Parti ouvrier indépendant, réunissant plusieurs centaines de délégués qui représentent 10 071 membres fondateurs[5]. Une scission éclate en 2015 et voit la fondation du Parti ouvrier indépendant démocratique (POID).
- Décembre 2023 : le POID change son nom en Parti des travailleurs, afin de se distinguer du POI, qui a fait campagne pour La France insoumise en 2022. Il reprend ainsi le nom du parti, fondé en 1991, qui avait précédé le POI[6].

## Positions politiques
Issu du Mouvement pour un parti des travailleurs (1985-1991), le Parti des travailleurs revendiquait, en 2007, 6 000 adhérents[réf. nécessaire]. Il était membre de l'Entente internationale des travailleurs et des peuples (EIT) et de l'Alliance européenne des travailleurs.
Il existait officiellement, dans le Parti des travailleurs, quatre courants issus du mouvement ouvrier, ces courants n'étant pas des tendances. La majorité des membres du PT n'étaient pas affiliés à un courant.
- le courant communiste internationaliste (CCI), issu du Parti communiste internationaliste, section française de l'organisation mondiale trotskiste qui se donne le nom de « Quatrième Internationale » (journal La Vérité), courant le plus important en nombre.
- le courant socialiste (journal Courrier socialiste), qui coéditait également la revue Réflexions[7], avec la Convention socialiste laïque et républicaine qui regroupe des membres ou ex-membres du Parti socialiste et du Mouvement des citoyens ;
- le courant communiste (journal Rencontres communistes) qui regroupait des membres ou ex-membres du Parti communiste français.
- le courant anarcho-syndicaliste (journal L'Anarcho-syndicaliste) lié à l'Union des anarcho-syndicalistes. Un des représentants de ce courant a été Alexandre Hébert.

Si le PT revendiquait sa structuration en courant, il ne publiait pas de chiffres permettant de déterminer l'importance relative des différents courants en son sein.
Bien souvent les adhérents du PT étaient aussi des syndicalistes dans les organisations issues de la première CGT : CGT actuelle, CGT-FO, FSU.
Contrairement à Lutte ouvrière et à la Ligue communiste révolutionnaire, le Parti des travailleurs ne se revendiquait pas explicitement du trotskisme, bien que son courant majoritaire revendiquât cette affiliation. Le dénominateur commun entre ses membres était l'attachement aux quatre points de sa charte (cf. premier point de la partie Chronologie). Les médias français font néanmoins couramment référence au PT comme à un parti trotskiste.
L'importance du Parti des travailleurs dans le paysage électoral politique institutionnel français était faible : aucun député, quelques maires, quelques conseillers municipaux, un nombre de votants inférieur à 1 % (50 000 à 130 000 votes selon les élections). Ainsi, malgré l'influence que certaines enquêtes lui accordaient dans les syndicats ouvriers, le PT, qui s'est présenté à trois reprises à l'élection présidentielle, a obtenu 0,38 % des voix avec Pierre Boussel en 1988, 0,47 % en 2002 avec Daniel Gluckstein et 0,34 % en 2007 avec Gérard Schivardi.
Le PT ne vivait que des cotisations de ses militants. Il refusait notamment le financement des partis politiques par l'État en raison de son attachement à l'indépendance financière, condition, selon lui, d'indépendance politique. En conséquence, le PT reversait intégralement l'argent de l'État à un fonds d'aide ouvrière internationale géré par l'Entente internationale des travailleurs et des peuples, qui sert exclusivement à aider des militants, groupes et organisations ouvrières qui combattent, selon leurs termes, la répression des patrons, des gouvernements et des États.

## Politique

### Refus de l'Union européenne
Le Parti des travailleurs s'est opposé à la constitution de l'Union européenne et au traité de Maastricht. Fréquemment accusé de dérives « nationalistes » par ses détracteurs, notamment de la LCR, le PT développe une orientation de défense des « conquêtes sociales et démocratiques constituées dans le cadre national ». Il considère dans son texte fondateur que l'Union européenne est une arme de guerre contre les salariés, les agriculteurs et les jeunes visant, par le développement de la « concurrence libre et non faussée » à casser les statuts publics et les conventions collectives nationales pour unifier le marché du continent européen, principalement au compte des investisseurs « impérialistes ».
Le PT se réclame de l'« internationalisme ouvrier » et s'est affilié à l'Entente internationale des travailleurs et des peuples.

### L'entrisme
Comme le veut la politique trotskiste de dialogue politique interne et externe entre les membres des partis de gauche, l'OCI, ancêtre du courant trotskiste du PT, aurait pratiqué une forme d'entrisme, jusque dans les années 1980. Lionel Jospin a fait partie de ces militants à double carte mais a, par la suite, rompu avec l'organisation trotskiste.

### Le PT et les syndicats
Dans sa charte constitutive en quatre points, le PT se prononçait pour l'indépendance entre les partis et les syndicats ouvriers. Cela n'empêche pas la présence de nombreux membres du PT (comme du PS, PC et NPA) parmi les militants de la CGT, de FO, de la FSU à des postes de direction plus ou moins importants.
Pierre Lambert a lui-même milité au sein de la fédération FO des employés et cadres (FEC) de la Caisse nationale d'assurance-maladie des travailleurs salariés (CNAMTS). La fédération FO de la métallurgie a compté dans ses rangs quelques militants de poids inscrits au PT comme Yvon Rocton, à l'origine de la grève de Sud-Aviation en mai 1968.
Le Parti des travailleurs a réfuté les accusations d'entrisme dans les syndicats ouvriers, arguant qu'il ne comprenait pas pourquoi un adhérent du PT qui se syndiquait devait être stigmatisé comme un « entriste », quand les adhérents du PS, du PC, du RPR devaient être vus comme des syndiqués normaux. On peut y noter une certaine malveillance d'ennemis politiques, appuyée sur des enquêtes très partiales.

## Résultats électoraux

### Élections présidentielles
| Date | Candidat          | Voix    | %    | Rang |
| ---- | ----------------- | ------- | ---- | ---- |
| 2002 | Daniel Gluckstein | 132 686 | 0,47 | 16e  |
| 2007 | Gérard Schivardi  | 123 540 | 0,34 | 12e  |

### Élections législatives
| Date | Voix   | %    | Sièges  |
| ---- | ------ | ---- | ------- |
| 1993 | 49 536 | 0,20 | 0 / 577 |
| 1997 | 50 719 | 0,20 | 0 / 577 |
| 2007 | 35 761 | 0,14 | 0 / 577 |

### Élections européennes
| Date | Voix    | %    | Sièges |
| ---- | ------- | ---- | ------ |
| 1994 | 85 023  | 0,44 | 0 / 87 |
| 2004 | 131 434 | 0,77 | 0 / 78 |